# Método Palmer
El método Palmer de caligrafía comercial desarrollado y promovido por Austin Norman Palmer a finales del siglo XIX y principios del XX, se convirtió en el sistema de escritura más popular en los Estados Unidos y otros países donde se implantó.

## Historia

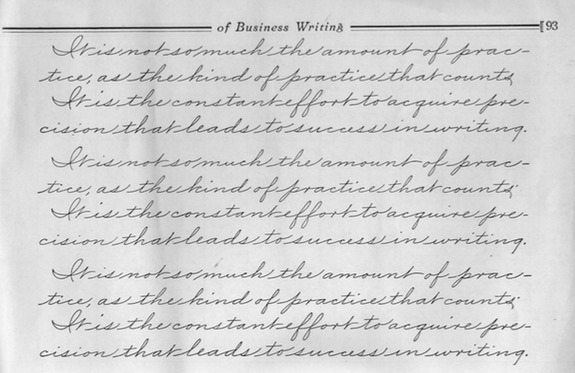
Página del "Método Palmer de Escritura Comercial" (edición en inglés) con muestra de la escritura.

El método fue desarrollado alrededor de 1888 y se introdujo en el libro "Palmer's Guide to Business Writing" (Guía de Palmer de escritura para negocios) publicado en 1894. En este método a los estudiantes se les enseñaba a adoptar un sistema uniforme de escritura cursiva con movimientos rítmicos. Las personas zurdas eran, por lo general, obligadas a utilizar su mano derecha. El método Palmer involucraba movimientos musculares en los cuales los músculos más próximos al brazo se utilizaban para el movimiento al escribir en lugar de permitir que los dedos se movieran durante la escritura. A pesar de la oposición de las empresas más importantes de libros de texto, este libro tuvo un gran éxito: en 1912, 1 000 000 de copias fueron vendidas en todo Estados Unidos. El método obtuvo premios, entre ellos la Medalla de Oro en la Exposición Panamá Pacífico en San Francisco en 1915, y la Medalla de Oro en la Exposición Sesquicentenaria en Filadelfia, en 1926.
El estilo de caligrafía Palmer declinó en popularidad y fue reemplazado por un movimiento destinado a enseñar la escritura de molde a los niños antes de la enseñanza de la escritura cursiva, para proveerles de un medio de expresión escrita cuanto antes y así desarrollar habilidades de escritura. En efecto, esto redujo el énfasis en la escritura a mano en la escuela primaria y se cree que este hecho es responsable de la disminución en la legibilidad en la caligrafía en la actualidad.

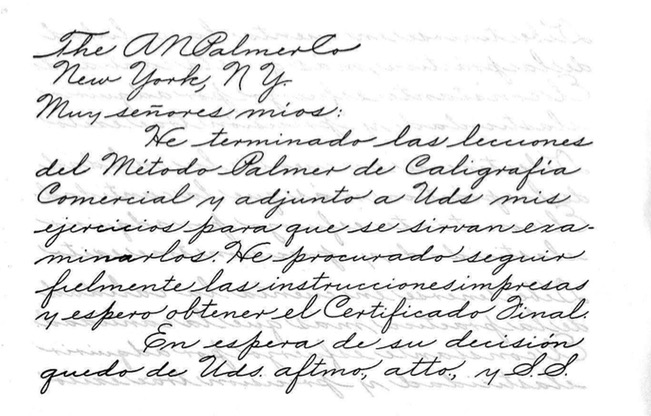
Página del "Método Palmer de Escritura Comercial" (edición en castellano) con muestra de la escritura.

El estilo desarrollado por Palmer experimenta actualmente una atención renovada, tanto de la gente interesada en el mejoramiento de la escritura, como facilitar la comunicación para el discapacitado. Como el método de Palmer, como ya se ha dicho anteriormente, centra su foco de atención sobre los movimientos del hombro y del brazo, es muy útil para aquellos con un limitado movimiento de los dedos.